# Candidatura Aragonesa Independent de Centre
Candidatura Aragonesa Independent de Centre (CAIC) fou una llista electoral de centre polític d'Aragó, que es presentà a les eleccions generals espanyoles de 1977 independent de la Unió de Centre Democràtic perquè no van arribar a un acord. Va assolir el 8,2% dels vots, un diputat a les Corts espanyoles (Hipólito Gómez de las Roces) i un senador (Isaías Zarazaga Burillo). El 1978 els seus membres van fundar el Partit Aragonès Regionalista (PAR), rebatejat després com a Partit Aragonès.

## Resultats al Congrés dels Diputats
| Eleccions y fecha | Vots   | % província Saragossa | % Aragó | % Espanya | Diputats |
| ----------------- | ------ | --------------------- | ------- | --------- | -------- |
| Generals de 1977  | 37.638 | 8,48                  | 5,70    | 0,21      | 1        |

## ResultatsSenat
| Candidat de la CAIC              | Vots    | Elegit | Posició    |
| -------------------------------- | ------- | ------ | ---------- |
| Isaías Zaragaza Burillo          | 107.082 | SI     | 04rt de 20 |
| Juan José Sanz Jarque            | 104.086 | NO     | 05è de 20  |
| María Isabel Pontaque Adelantado | 100.261 | NO     | 06è de 20  |

Dels quatre senadors per la província de Saragossa la CAIC en va obtenir, els altres tres foren adjudicats a la Candidatura Aragonesa d'Unitat Democràtica.